# Pier Angeli
Pier Angeli (Cagliari, 1932. június 19. – Beverly Hills, Kalifornia, USA, 1971. szeptember 10.) Golden Globe-díjas olasz származású amerikai színésznő. Ikerestvére, Marisa Paven (1932-) szintén ismert sztár.

## Életpályája és munkássága
Rómában művészi akadémiára járt. Itt fedezte fel Léonide Moguy francia filmrendező és rábízta a Holnap már késő című nagy hatású erkölcsrajzának leányfőszerepét. Alakítása illúziót keltő volt, megjelenése rendkívül bájos. A drámai szituácót bírta erővel, s ez meghozta számára a sikert. Néhány feladat emlékezetes megoldása után az 1950-es évek elején Hollywoodba szerződött. Itt letelepedett, s a korábbi Annamaria Pietrangeli nevet Pier Angeli-re cserélte le. 1951-ben Fred Zinnemann Teresa című filmjében tűnt fel. Az 1960-as, 1970-es években visszatért Angliába és Európába; itt élt és dolgozott. Halála előtt lehetőséget kapott A Keresztapa című filmben, de korai halála ezt megakadályozta.

## Magánélete
1954–1958 között Vic Damone (1928–2018) énekes, dalszerző párja volt. 1962–1969 között Armando Trovajoli (1917–2013) zeneszerző, karmester felesége volt.

## Filmjei
- Holnap már késő (1950)
- Az élet visszavár (1950)
- Teresa (1951)
- Az ördög hármat tesz (1952)
- Nebáncsvirág (1953)
- Meet Me in Las Vegas (1956)
- Valaki odafönt (1956)
- Vidám Andrew (1958)
- A dühös csend (1960)
- Szodoma és Gomorra (1961)
- A halál ötven órája (1965)
- Frank Mannata igaz története (1969)